# Königlich-Niederländische Botschaft (Bonn)

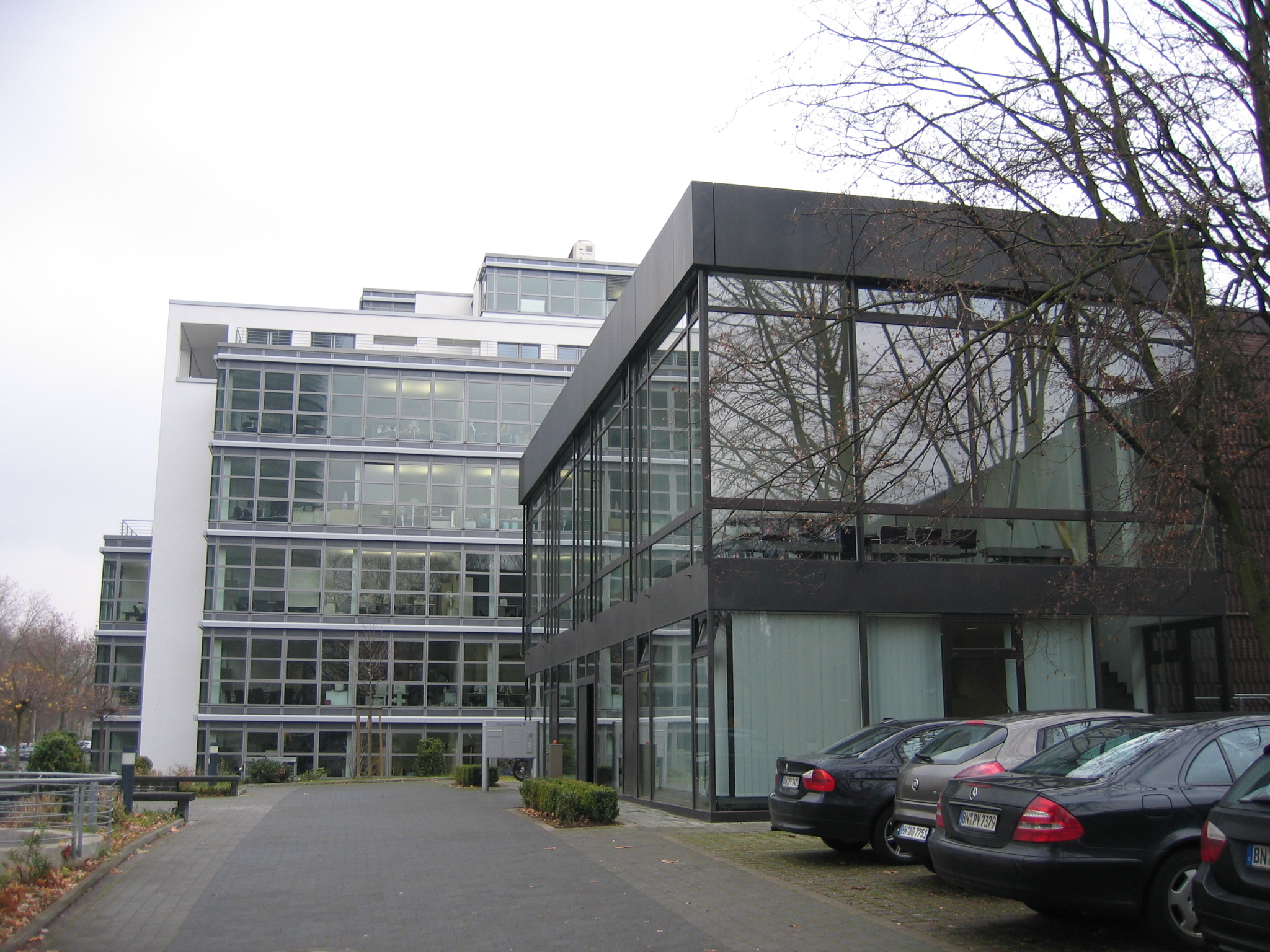
Konferenz- und Empfangsbau der ehem. Königlich-Niederländischen Botschaft, hinten Anbau von 2002 (2007)

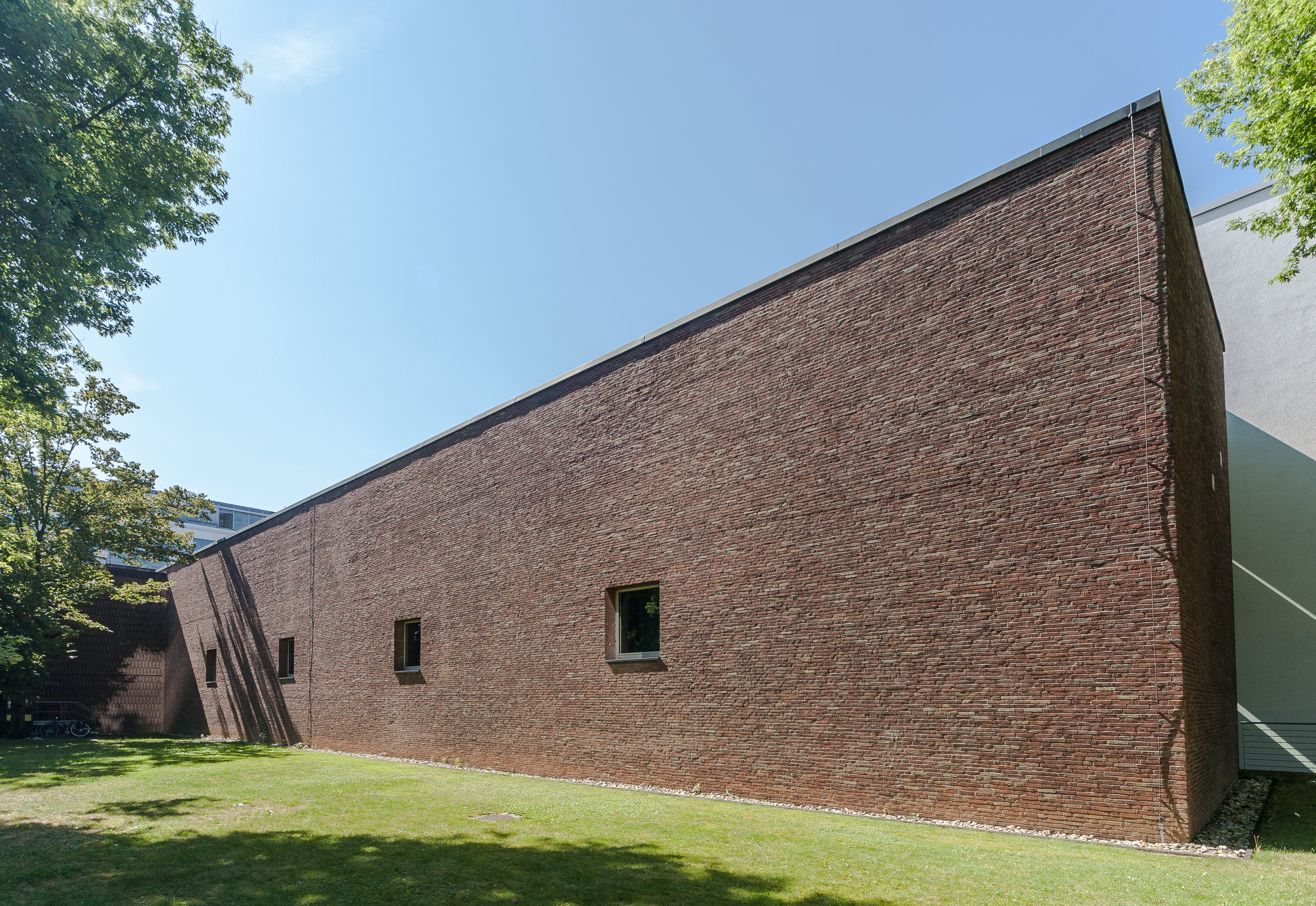
Ehemaliger Haupt- bzw. Verwaltungsbau der Botschaft (2013)

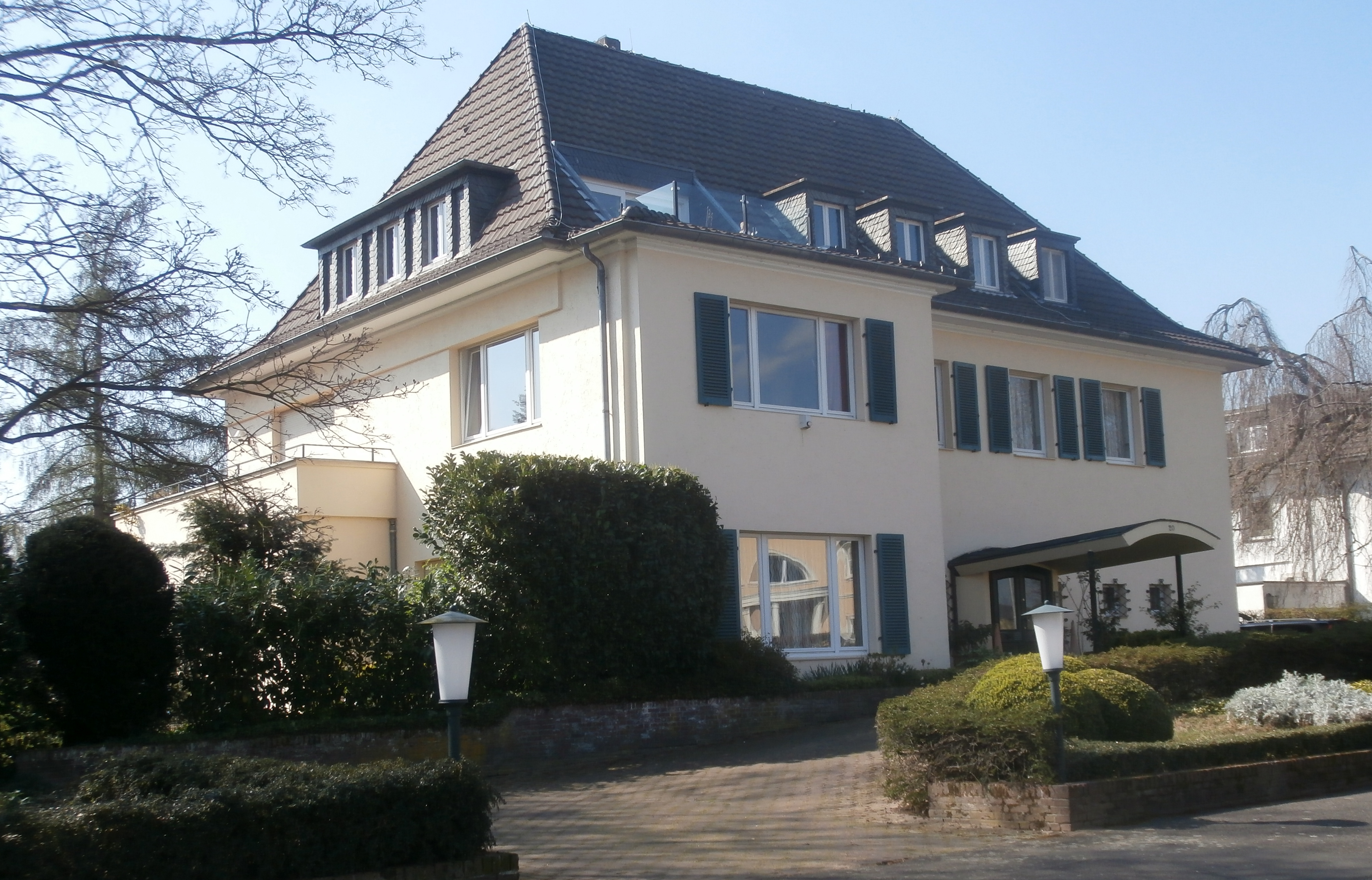
Ehemalige Residenz der Botschaft, Fasanenstraße 20 (2013)

Die Königlich-Niederländische Botschaft in der Bundesrepublik Deutschland hatte von 1964 bis 2000 ihren Sitz im Bonner Parlaments- und Regierungsviertel. Das ehemalige Kanzleigebäude der Botschaft im Ortsteil Gronau, errichtet von 1962 bis 1964, steht als Baudenkmal unter Denkmalschutz.

## Lage
Das ehemalige Kanzleigebäude der Botschaft (Adresse: Sträßchensweg 10) liegt am östlichen Rande des Johanniterviertels oberhalb der zur Rheinaue hin abfallenden Terrassenkante. Es erstreckt sich entlang des Sträßchenswegs bis zur Ecke Friedrich-Wilhelm-Straße, an der sich das ehemalige Kanzleigebäude der kanadischen Botschaft anschließt.

## Geschichte
Die Niederlande gehörten zu den elf Staaten, die bereits seit dem 15. Dezember 1949 mit einer diplomatischen Mission für die Bundesrepublik Deutschland bei der Alliierten Hohen Kommission am Regierungssitz Bonn akkreditiert waren. Die Kanzlei der Mission befand sich von Beginn an in dem Gebäude Koblenzer Straße 96 (heute Adenauerallee). Als Residenz des Missionsleiters diente der Dietkirchener Hof in Urfeld. Ab 1951 hatte die Mission den Status einer Botschaft.
Als sich die niederländische Regierung auf eine längere Präsenz am Regierungssitz Bonn einzustellen begann, plante sie Anfang der 1960er-Jahre einen Neubau der Botschaftskanzlei (einschließlich Konsularabteilung) im Zentrum des Bonner Parlaments- und Regierungsviertels. Mit Planung und Entwurf wurde 1962 der Bonner Architekt Ernst van Dorp beauftragt. Das Gebäude entstand, bei Baubeginn noch im selben Jahr, nach den noch als Hochkommission errichteten späteren Botschaftsgebäuden der drei westlichen Alliierten als erster Botschaftsneubau in Bonn. Er war der erste Teil einer Neubaureihe am Sträßchensweg. Die Gestaltung der Gartenanlagen übernahm der Bonner Landschaftsarchitekt Heinrich Raderschall. Als neue Residenz des Botschafters wurde 1964 ein Haus im Bad Godesberger Ortsteil Rüngsdorf (Fasanenstraße 20) angekauft. Ihre Innenausstattung umfasste auch Leihgaben von Porzellan und Gemälden aus dem Rijksmuseum Amsterdam; das Esszimmer enthielt ein Deckengemälde aus dem 18. Jahrhundert, das aus einem holländischen Haus hierher gebracht worden war.
Im Zuge der Verlegung des Regierungssitzes nach Berlin (1999) zog die niederländische Botschaft 2000 dorthin um (→ Niederländische Botschaft in Berlin). In Bonn wurde zunächst eine Außenstelle der Botschaft mit rund 20 Mitarbeitern belassen, die im Mai 2000 im Ortsteil Plittersdorf in den bisherigen Räumen der Botschaft von Marokko (Gotenstraße 7/9) eröffnete und zum 1. Juli 2003 wieder geschlossen wurde. Das vormalige niederländische Botschaftsgebäude konnte im Mai 2001 mit einer Grundstücksfläche von 7.300 m² an einen Privatinvestor verkauft werden. Es wurde anschließend – noch im selben Jahr unter Denkmalschutz gestellt:70 – bei Kosten von 33 Millionen Euro bis 2004 durch umfassende Anbauten ergänzt und wird seitdem unter dem Namen „Hollandhaus“ als Bürogebäude genutzt. Das zugehörige Wohngebäude in Backstein kam dabei 2002 zum Abriss. Seit 2010/11 beherbergt die Immobilie auch Abteilungen der Deutschen Post AG, für die sie als „DHL Pakethaus“ firmiert.

## Gebäude
Der ursprüngliche Komplex des Botschaftsgebäudes umfasst drei zweigeschossige, gesonderte und unterschiedlich gestaltete Stahlbetonskelett-Bauten mit tragenden Wänden. Der langgestreckte Haupt- bzw. Verwaltungsbau, verkleidet mit holländischem Klinker, ist zur Straßenseite weitgehend fensterlos. Durch einen Zwischentrakt angebunden ist straßenseitig der kubische Konferenz- und Empfangsbau („Pavillon“) aus Glas und Bronze, der in Anlehnung an einen von Sep Ruf und Egon Eiermann für die Brüsseler Expo 58 geschaffenen Pavillon gestaltet ist. Ebenfalls in Backstein ausgeführt war ein zugehöriges Wohnhaus (Personalwohnungen) auf der Gartenseite, mit dem Verwaltungsbau über eine gläserne Gangbrücke verbunden (2002 abgebrochen).
Das Gebäude entstand unter der Maßgabe, eine „großzügige Form“ und „noble Zurückhaltung“ zum Ausdruck zu bringen. Es gilt als gelungenes Beispiel für eine die Nation repräsentierende Botschaft und als ein Vorbild für die oft weniger gelungenen frühen Botschaftsbauten in Bonn. Am Eingangsbereich befand sich die Plastik Droomship („Mondschiff“) des niederländischen Künstlers Hans Ittmann.:70

„In seiner markanten Entgegensetzung von geschlossener Klinkerwand und gänzlich verglastem Eingangspavillon bewährt [das Gebäude] sich als gutes Beispiel einer rhythmisch belebten, wohl proportionierten und liebevoll komponierten Baukunst.“

„Die nahezu ‚holländische‘, zwischen gläserner Transparenz und backsteinerner Geschlossenheit pendelnde Bau- und Materialauffassung verrät ein besonderes Einfühlungsvermögen des Architekten in die schwierige Bauaufgabe.“

„Van Dorp gelang es, durch Lage, Form und Baumaterial der niederländischen Monarchie eine angemessen sprechende Bonner Vertretung zu errichten.“

„Proportionen, Gliederung und Material des Baus vereinen sich in einer äußerst harmonischen und ruhigen Gesamtwirkung.“

„In Anordnung, Form und Material wird sowohl auf die rationale Moderne rekurriert, die vielfach der neuen Auffassung der Architektur der sechziger Jahre innewohnt, als auch Impulse der transparenten Stahlglaskonstruktionen der fünfziger Jahre aufgenommen. (…) Tradition und Moderne stellen in der niederländischen Botschaft eine gelungene Synthese dar.“